# Ali Ibrahim Pelé
Pelé Andamaning Ali Ibrahim (ur. 1 września 1969 w Akrze) – ghański piłkarz grający na pozycji pomocnika. W swojej karierze rozegrał 11 meczów w reprezentacji Ghany.

## Kariera klubowa
Swoją karierę piłkarską Ibrahim rozpoczął w juniorach klubu Bisa Goma. W 1989 roku został zawodnikiem Great Olympics, w którym zaliczył debiut w ghańskiej pierwszej lidze. Grał w nim przez rok. W 1990 roku przeszedł do niemieckiego SG Wattenscheid 09 i 18 sierpnia 1990 zadebiutował w jego barwach w Bundeslidze w wygranym 2:0 wyjazdowym meczu z Bayerem Uerdingen. Zawodnikiem Wattenscheid był do końca sezonu 1993/1994 i spadł z tym klubem do 2. Bundesligi.
Po spadku Wattenscheid Ibrahim przeszedł do szwajcarskiego drugoligowca, FC Winterthur. Po roku gry w nim odszedł do pierwszoligowego Grasshopper Club Zürich. Swój debiut w nim zanotował w zwycięskim 4:1 wyjazdowym meczu z FC Zürich, w którym strzelił gola. W sezonie 1995/1996 wywalczył mistrzostwo Szwajcarii.
W 1996 roku Ibrahim został piłkarzem holenderskiego De Graafschap. Zadebiutował w nim 21 sierpnia 1996 w zremisowanym 1:1 wyjazdowym meczu z FC Volendam. Zawodnikiem De Graafschap był przez dwa lata.
Latem 1998 roku Ibrahim przeszedł do belgijskiego KRC Harelbeke. Swój debiut w nim zaliczył 30 sierpnia 1998 w przegranym 1:2 wyjazdowym spotkaniu z Royalem Charleroi. W Harelbeke grał do końca 1998 roku.
Na początku 1999 roku Ibrahim został zawodnikiem tureckiego Gaziantepsporu. Zadebiutował w nim 31 stycznia 1999 w zremisowanym 1:1 domowym meczu z Trabzonsporem. Zawodnikiem Gaziantepsporu był do końca 2000 roku.
Na początku 2001 Ibrahim wrócił do Niemiec i przez pół roku występował w SC Paderborn 07 w Oberlidze. W latach 2001–2003 był piłkarzem wenezuelskiego Caracas FC, z którym w sezonie 2002/2003 wywalczył mistrzostwo Wenezueli. W latach 2003–2005 grał w trzecioligowym holenderskim SV Babberich. Karierę kończył po sezonie 2005/2006, gdy był piłkarzem innego holenderskiego klubu, piątoligowego DCS Zevenaar.
| Sezon   | Klub                    | Kraj       | Rozgrywki        | Mecze | Bramki |
| ------- | ----------------------- | ---------- | ---------------- | ----- | ------ |
| 1989/90 | Great Olympics          | Ghana      | Premier League   | 10    | 8      |
| 1990/91 | SG Wattenscheid 09      | Niemcy     | Bundesliga       | 18    | 1      |
| 1991/92 | SG Wattenscheid 09      | Niemcy     | Bundesliga       | 11    | 2      |
| 1992/93 | SG Wattenscheid 09      | Niemcy     | Bundesliga       | 19    | 2      |
| 1993/94 | SG Wattenscheid 09      | Niemcy     | Bundesliga       | 5     | 0      |
| 1994/95 | FC Winterthur           | Szwajcaria | Challenge League | 23    | 8      |
| 1995/96 | Grasshopper Club Zürich | Szwajcaria | Super League     | 24    | 6      |
| 1996/97 | De Graafschap           | Holandia   | Eredivisie       | 22    | 6      |
| 1997/98 | De Graafschap           | Holandia   | Eredivisie       | 20    | 2      |
| 1998/99 | KRC Harelbeke           | Belgia     | Eerste klasse    | 12    | 0      |
| 1998/99 | Gaziantepspor           | Turcja     | Süper Lig        | 16    | 7      |
| 1999/00 | Gaziantepspor           | Turcja     | Süper Lig        | 13    | 1      |
| 2000/01 | Gaziantepspor           | Turcja     | Süper Lig        | 0     | 0      |
| 2000/01 | SC Paderborn 07         | Niemcy     | Oberliga         | 5     | 0      |
| 2001/02 | Caracas FC              | Wenezuela  | Primera División | ?     | ?      |
| 2002/03 | Caracas FC              | Wenezuela  | Primera División | ?     | ?      |
| 2003/04 | SV Babberich            | Holandia   | Tweede divisie   | ?     | ?      |
| 2004/05 | SV Babberich            | Holandia   | Tweede divisie   | ?     | ?      |
| 2005/06 | DCS Zevenaar            | Holandia   | V liga           | ?     | ?      |

## Kariera reprezentacyjna
W reprezentacji Ghany Ibrahim zadebiutował 14 października 1990 w wygranym 2:0 meczu kwalifikacji do Pucharu Narodów Afryki 1992 z Burkiną Faso, rozegranym w Akrze. W 1992 roku został powołany do kadry na Puchar Narodów Afryki 1992. Zagrał w nim w czterech meczach: grupowych z Zambią (1:0), z Egiptem (1:0), ćwierćfinale z Kongiem (2:1) i półfinale z Nigerią (2:1). Z Ghaną wywalczył wicemistrzostwo Afryki. Od 1990 do 1993 wystąpił w kadrze narodowej 11 razy.